# 堕落体制
堕落体制或者体制颠覆（System of a Down，有时缩写为S.O.A.D），是一支来自于美国加利福尼亚州洛杉矶的亞美尼亞裔重金属乐队。他们的音乐风格介于另类金属和新金属之间。
乐队由主唱以及键盘手塞尔日·坦基扬、鼓手约翰·多尔马安、吉他手和主唱达伦·马拉基安和贝思手沙弗·奥达里安在1994年组成。他們四個成員是亞美尼亞裔，大部分歌曲都是說一些和1915年的亞美尼亞大屠殺，以及正在進行的反恐戰爭等等有關的信息。
樂隊曾經發行5張專輯，其中3張登上Billboard 200的第一名，算是商業上的巨大成功。同時獲得4次格萊美獎提名，當中歌曲“B.Y.O.B.” 贏得了2006年最佳硬搖滾表演，可是於同年急流勇退，選擇解散。於2010年11月重新合體，準備接下3年的巡迴演出至今。堕落体制己在全球銷售超過4000萬張唱片，其中兩張單曲“Aerials”和“Hypnotize”在Billboard的另類歌曲排行榜上排名第一。

## 歷史

### 正式組團前：Soil (1992 - 94)
Serj Tankian和Daron Malakian兩人童年時一同就讀於Rose and Alex Pilibos Armenian School。因為兩人相差八歲，因此到直到1992年在同一錄音室工作不同項目時才互相認識。此後他們兩人與Dave Hakopyan(低音結他手，此人之後加入The Apex Theory/Mt. Helium)和Domingo "Dingo" Laranio(鼓手)組成名為Soil的樂隊，當中Tankian負責主唱與鍵盤手，而Malakian負責主唱與結他手。樂隊當初同時聘請Shavo Odadjian(另一位Rose and Alex Pilibos Armenian School校友)擔任經理人，但他之後轉任樂隊的節奏結他手。1994年，經過唯一一場的現場表演以及即興演奏會，Hakopyan與Laranio兩人雙雙離開樂團。

### 初試啼聲：試聽帶 (1994 - 97)
Soil的解散後，Tankian、Odadjian 與 Malakian三人組成新的樂隊 - System Of A Down。樂隊名稱來自於Malakian寫過的一首詩《Victims of a Down》。「Victims」被改成「System」是因為Odadjian相信改成這樣會吸引更多聽眾，同時希望他們樂隊名字可以經過按字母順序後出現在他們的致敬對象附近：超級殺手。Odadjian從節奏結他手轉成低音結他手，同時樂隊管理的部分交給Velvet Hammer Music and Management Group以及他們的創辦人David "Beno" Benveniste。樂隊招募了Ontronik "Andy" Khachaturian作為鼓手，他是Malakian和Odadjian的老同學，同時曾經與Malakian在年青時組成Snowblind樂隊。
在1995年初，S.O.A.D曾經以"Soil"的名義在位於洛杉磯的Cafe Club Fais Do-Do夜店表演。此後，樂隊製作了Untitled 1995 Demo Tape的試聽帶，雖然沒有經過任何的商業發布，但是六年後卻在專輯Toxicity的成功下在網絡上被分享。Demo Tape 2於1996年發布。1997年初，樂隊錄製並對外發布最後一張試聽帶：Demo Tape 3。同年年中，鼓手Khachaturian因為手部受傷而離開樂隊(他後來與前Soil低音結他手Dave Hakopyan共同組成新樂隊The Apex Theory) 。於是，John Dolmayan成了新一任鼓手。
S.O.A.D第一首正式專業錄製的歌曲在1997年發表，在一個名為Hye Enk (意為：我們是亞美尼亞人) 的有關承認亞美尼亞種族大屠殺罪責的集會中發表。後來在好萊塢的不同知名夜總會，例如是Whisky-A-Go-Go和Viper Room，有不同的現場表演，過後吸引了知名製作人Rick Rubin的注意，他希望與樂隊保持聯繫。為了展示極大的誠意與興趣，他們在1997年年底錄製了Demo Tape 4。有別於過往所有試聽帶，這次只發送到唱片公司(後來被洩漏到互聯網上)。最後在Rubin協助下樂隊簽入他的American/Columbia Records，樂隊在工程師Sylvia Massy的協助下在Rubin的錄音室錄製歌曲，為日後首張專輯錄製歌曲。
同於1997年，S.O.A.D獲得由Rock City Awards頒發的Best Signed Band Award。

### 首張專輯：《Syetem Of A Down》 (1998 - 2000)
1998年6月，S.O.A.D發表首限專輯 - 《System of a Down》。兩支專輯內單曲"Sugar"跟"Spiders"同時在各大電台裡受到歡迎，甚至各自的音樂錄像也經常出現在電視的MTV裡。專輯發行後，樂隊進行了多次的巡迴演出，包括為超級殺手以及金屬製品作開場，以及在Ozzfest音樂節的副場中表演。結束Ozzfest後，與Incubus和Fear Factory一同巡迴演出等等。
1998年11月，S.O.A.D的歌曲"Will They Die 4 You?"出現南方四賤客的原聲大碟Chef Aid: The South Park Album裡。在接近歌曲結尾的時候，可以聽到Tankian說：“為什麼我們必須殺死自己的種族？”(Why must we kill our own kind?)，此句後來會出現在Boom!。雖然是有出現在專輯裡，但是南方四賤客的Chef (South Park)並沒有特別介紹樂團，其實其他有合作的音樂家們都是同一處理。
1999年，S.O.A.D的前鼓手Ontronik Khachaturian為了填補生病的Tankian而在The Troubadour中暫時歸隊當主唱
2000年，S.O.A.D翻唱了黑色安息日的歌曲Snowblind，此曲收錄於向他們致敬的翻唱專輯Nativity in Black 2裡。

### 打出名堂：《Toxicity》、《Steal This Album!》 (2001–03)

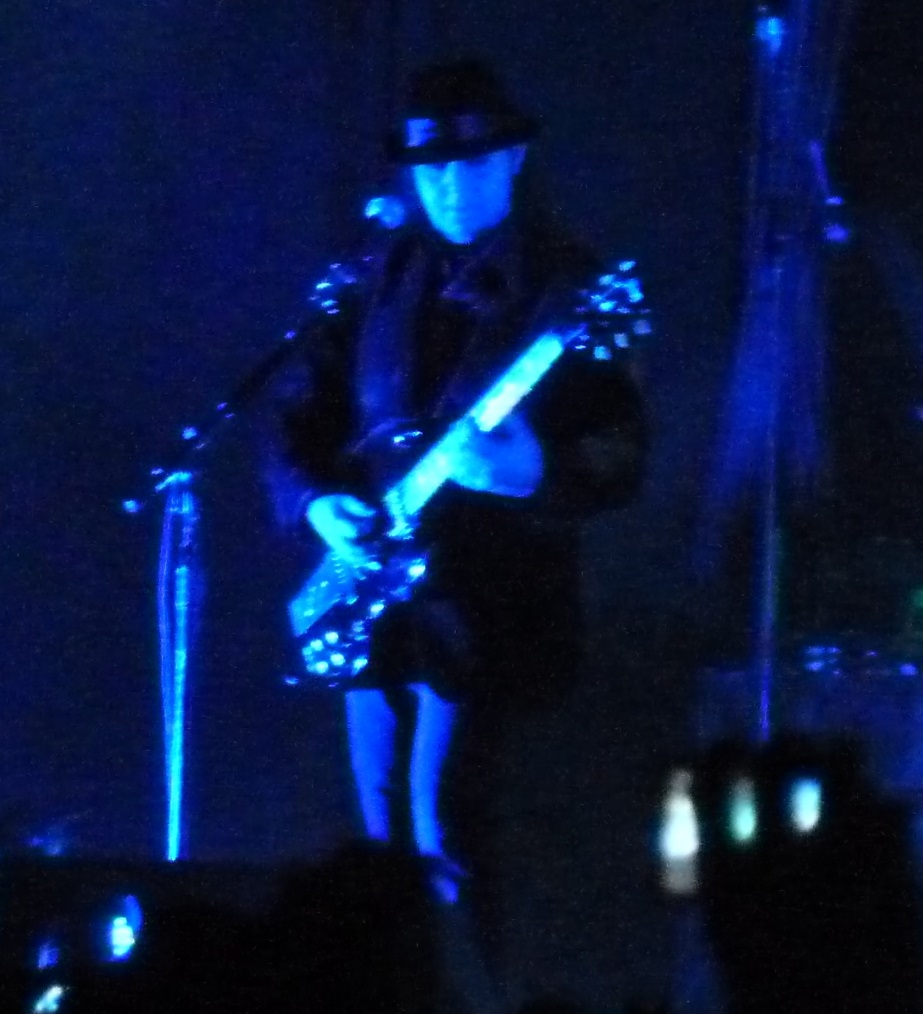
結他手 Daron Malakian 在組團的前一年(1993年)才認識Serj Tankian。

2001年9月3日，S.O.A.D計劃在好萊塢的一場免費音樂會上發表第二強專輯，感謝樂迷一直以來的支持。該音樂會在一個可以容納3,500人的場車場舉行，可是最後有大概7,000到10,000名粉絲出現。由於粉絲人數眾多，警方在樂隊到場前把音樂會取消了，可是沒有對外宣佈音樂會取消。觀眾在現場為了樂隊出現等了一個多小時，但是當保安人員把把舞台後方的一張寫上樂隊名稱(System Of A Down)的橫幅拆走後，觀眾突然衝向舞台，把台上所有樂隊所用到的器材、裝備都徹底摧毀(所有東西估算達30,000美元)，並開始騷亂。他們向警方投擲石頭，打破商戶的窗戶，敲打流動廁所。騷亂持續了六小時，有6人被逮捕。樂隊經理David "Beno" Benveniste事後表示，如果獲准演出或被允許在音樂會開始前對觀眾發表聲明，可以避免這種騷亂。樂隊早前計劃的在店內的現場表演也因此而取消，避免騷亂再度發生。
第二張專輯Toxicity即使遇上九一一襲擊事件，但還是在美國和加拿大兩地的排行榜上排名第一，甚至在美國獲得了3白金(3x Multi-Platinum)認證。在911襲擊事件發生的那一週，專輯在美國的排行榜依然高踞榜首，主要來自於襲擊事件後的政治氣氛加劇了圍繞這張專輯的熱門第一主打歌"Chop Suey!"的爭議，使專輯名列前茅。根據當時2001年Clear Channel備忘錄，有提到歌曲被禁止在電台播放因為部分歌詞過於政治敏感，例如"我不認為你信任我，自我正義的自殺(I don't think you trust In, my, self righteous suicide)"。無論如何，專輯第二主打歌"Toxicity"的音樂錄像有在各大MTV平台被熱門播放，雖然對於“Chop Suey！”的爭議很熱烈，但此歌曲獲得格萊美提名(2002年最佳金屬樂隊表演)，同時另外的主打歌"Toxicity"和"Aerials"在2001年底和2002年期間仍在美國持續播放。在2006年5月，"Toxicity"被VH1選為40 Greatest Metal Songs的第十四名。
2001年，S.O.A.D與滑結樂團(Slipknot)進行整個美國與墨西哥的巡迴演唱。據稱在密歇根州的大急流城演出後，Odadjian被騷擾、受到種族歧視，並被後台的保安人員毆打，然後將他拖出場地。事後Odadjian受到警方的醫療照顧，同時對保全公司提起訴訟。儘管如此，這次巡演還是成功的結束。而同年，兩支樂隊連同德國戰車(Rammstein)一同出席Pledge of Allegiance Tour。
2001年底，一些未曾公開的歌目被流傳在互聯網。粉絲們將這些歌曲集合稱為Toxicity II。隨後樂隊發表聲明，指出這些是未完成的歌曲材料，最後在2002年11月，樂隊完成了那些未完成的歌曲，並發表第三張專輯Steal This Album!，所有歌曲收錄至此。Steal This Album!的封面就好像一張自己燒錄的CD-R，上面用麥克筆刻有樂隊以及專輯名稱。另外有50,000張專輯是由成員各自設計的CD封面。此專輯名稱是源自Abbie Hoffman的《Steal This Book》一書，這是一本反主流文化的書，也是訪過專輯名稱，給那些將歌曲洩露到互聯網上的人的信息。歌曲"Innervision"作為宣傳專輯的單曲之用，並在不同電台上播放。歌曲"Boom!"的影片由美國著名紀錄片導演米高·摩亞拍攝，由此反對伊拉克戰爭。

### 急流勇退：《Mezmerize》、《Hypnotize》、休息時期 (2004–06)

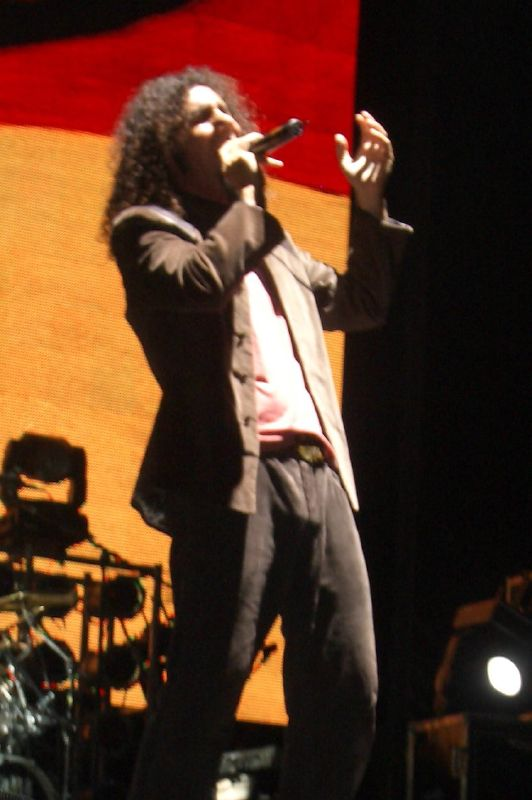
Serj Tankian 的音域很廣，這種不尋常的聲音讓他受到好評。

2004到2005兩年之間，S.O.A.D在《Steal This Album!》之後錄製兩張專輯，兩張專輯發表時間相差六個月。兩張專輯的封面特別收錄了由Malakian的父親 - Vartan Malakian 藝術家所設計的藝術作品，可見兩張專輯的關連性很強。樂隊第四張專輯名為《Mezmerize》，於2005年5月17日發行，受到外界一致好評。Mezmerize在美國、加拿大以及澳洲三地拿到排行榜冠軍，是為樂隊第二張冠軍專輯。第一週的銷售額在全球飆升至80多萬份。第一派台歌"B.Y.O.B",作為一首對於美國的軍人招募的完整性作出質疑的歌曲，除了在Billboard Modern Rock 以及 Mainstream Rock charts兩個排行榜登頂，更甚是獲得格萊美獎。第二派台派"Question!"有跟Shavo Odadjian合作音樂錄像，兩者同時派台。而Mezmerize發行後，樂隊開始了美加兩地的巡迴演出，得到火星之音(The Mars Volta)與Bad Acid Trip兩個樂隊的輔助。
另一張專輯，也是樂隊第五張專輯，《Hypnotize》於2005年11月22日發行。就如同《Mezmerize》一樣，剛面世就在美國的排行榜高踞榜首，成為繼The Beatles, Guns N' Roses, and 饒舌歌手 2Pac and DMX之後，再有歌手一年內兩張專利發行都能拿到第一名的佳積。2006年2月，S.O.A.D的歌曲"B.Y.O.B"獲頒格萊美獎的Best Hard Rock Performance，擊敗了其他較為成熟的歌手樂隊，例如是九寸釘樂團與羅拔·普蘭特。同樣來自《Hypnotize》專輯的第二派台歌"Lonely Day"在同年3月發表，而"Kill Rock 'N Roll"和"Vicinity of Obscenity"兩首歌分別在之後作為專輯宣傳歌曲。同年，樂隊再次受到邀請出席Ozzfest2006年音樂節並以此作為大規模報導，其中巡迴創辦人奧齊·奧斯本可以選擇在主舞台還是副舞台演出(除了在Randall's Island的當天晚上演出以外，奧齊·奧斯本首先在副舞台表演後，再到樂隊在主舞台上表演。)
在過往的專輯裡，大部分的歌曲都是由Tankian負責填詞和演唱部分，而作曲部分由Tankian和Malakian(有時是Odadjian)共同編寫。而到了《Mezmerize》和《Hypnotize》這兩張專輯，Malakian主要負責作曲、填詞、甚至是演唱的部分，反而Tankian負責鍵盤樂器以及伴唱。
2007年，S.O.A.D的歌曲"Lonely Day"獲得第49屆格萊美獎的Best Hard Rock Performance的提名，可惜輸給狼母樂隊的Woman。
2006年5月，英國出版了一本由Ben Myers著作的S.O.A.D傳記，名為《Down of Right：Here Here in Hollywood》，2007年透過發行商The Disinformation Company於美國正式發行。同樣在2006年，由Carla Garapedian所執導的紀錄片《Screamers》，紀錄片播放了音樂會錄像以及與樂隊的採訪片段，由此幫助提高社會大眾對亞美尼亞種族大屠殺的認識和認知的重要性。作為大屠殺的倖存者，Tankian的父親也有接受採訪，其採訪影片有在紀錄片中出現。同時，Tankian 和 Dolmayan為爭取美國官方對於大屠殺的承認，他們與當時的眾議院議長丹尼斯·哈斯特爾特會面。Tankian 和 Dolmayan兩人在華盛頓特區的土耳其大使館外面與抗議者一起遊行的鏡頭也被用在電視節目中。
同年5月，S.O.A.D宣佈他們正在陷入停頓。Malakian確定這段休息時間將會持續幾年，而Odadjian在接受《Guitar》雜誌的採訪指出會最少三年。他告訴MTV：「我們沒有分手，如果是這樣的話，我們不會參與這次Ozzfest，我們將在Ozzfest之後進行很長時間的休息，並且做我們自己的事情，我們做了S.O.A.D十多年了，我覺得休息一下是健康的。」S.O.A.D分開前最後一次公開表演是在2006年8月13日，於佛羅里達州的西棕櫚灘舉行，Malakian在舞台上對觀眾說：「今晚將是我們成軍十多年的最後一場表演，我們會回來，只是不知道在甚麼時間回來。」
在樂隊休息期間，Malakian成立新樂隊，名為Scars on Broadway(現名為Daron Malakian and Scars on Broadway)，而Dolmayan也有參與其中。在同名專輯《Scars on Broadway》發行之後，樂隊進入休息期，而Dolmayan離開樂隊，只餘下Malakian獨自成軍。Dolmayan除了Scars on Broadway之外，還成立自己的樂隊，叫做Indicator，同時創立Torpedo Comics的網上漫畫書店。至於Odadjian與武當幫的RZA等人組成AcHoZeN嘻哈樂團，也在urSESSION網站和音樂品牌上工作，同時為傳奇放克(Funk)人物George Clinton的樂隊演出。Tankian他開始選擇了個人事業，在2007年秋季發表首張個人專輯Elect the Dead，他之後繼續發行個人專輯，在S.O.A.D重組之後也一直發表個人專輯。

### 回歸樂壇：復出與巡迴演出 (2010 - 2015)
在網路上經過很多傳聞與消息之後，在2010年11月29日，S.O.A.D正式宣佈在明年6月會重聚，參與在歐洲一連串的大型音樂節。例如參與英國的Download Festival、瑞士的Greenfield Festival、德國的Rock am Ring/Rock im Park、瑞典的Metaltown Festival、奧地利的Nova Rock Festival和芬蘭的Provinssirock。S.O.A.D的重聚巡迴演出第一場於2011年5月10日，在加拿大的愛民頓演出。自創團以來，第一次到拉丁美洲演出由2011年9月25日從墨西哥城開始，於2011年10月7日在智利的聖地亞哥結束。從2012年2月下旬到3月初，樂隊參與澳洲的Soundwave音樂節當中的5天演出。自2005年開始第一次到澳洲演出。隨後，樂隊繼續到世界各地進行巡迴演出。2012年8月11和12日，樂隊分別於蒙特利爾和多倫多參與Heavy MTL和Heavy T.O.。而在2013年8月，樂隊來到英國參與Reading and Leeds Festivals，以及於同年的其他音樂節。
2013年，S.O.A.D只是在美國國內進行唯一一場的公開表演，在7月29日於好萊塢露天劇場進行，在3月22日公開賣票後的幾小時已售罄。
而在2014年11月23日，S.O.A.D宣佈將於2015年進行Wake Up The Souls Tour巡迴表演，以紀念亞美尼亞種族大屠殺的100週年。而這次巡迴將包括在亞美尼亞的首都葉里溫裡的共和國廣場表演，這是他們在該國的第一次演出。

### 現況: (2016 - 至今)
2016年11月，S.O.A.D的鼓手John Dolmayan接受Kerrang!雜誌訪問時透露，樂隊正在製作十幾首歌曲，是對於之前專輯《Mezmerize》與《Hypnotize》的延續。雖然他指出他也不知道這專輯會在甚麼時間面世，他補充說：「我希望每個人都可以在感覺良好情況下參與其中。這專輯正是我們現在的共同目標，也是有巨大的壓力是在面對，畢竟，我們都已經有11...至少12年沒出專輯了。」
2017年7月2日，Shavo Odadjian在一段影片裡的Q&A環節中被粉絲問到下一張專輯的情況，他問答說：「我也在等待下一張專輯。它汲有發生。我不知道...我不知道甚麼時候會發生，但不是現在。」在同年的12月，Serj Tankian接受滾石的訪問，他表示S.O.A.D是準備了一些材料，但是不曉得要怎樣處理。同時他說他不想為一張新專輯做出承諾，因為沒有承諾長期巡迴演出。

## 作品

### 錄音室專輯
- 1998：System of a Down
- 2001：Toxicity
- 2002：Steal This Album!
- 2005：Mesmerize
- 2005：Hypnotize

### 單曲
- 1998：Sugar
- 1999：Spiders
- 2001：Chop Suey!
- 2002：Toxicity
- 2002：Aerials
- 2002：Innervision
- 2003：Boom!
- 2005：B.Y.O.B.
- 2005：Question!
- 2005：Hypnotize
- 2006：Lonely Day
- 2006：Kill Rock'n Roll
- 2020：Genocidal Humanoidz
- 2020：Protect the Land

## 獎項和提名
他們曾經被提名格萊美獎四次，其中在2006年歌曲BYOB贏得了最佳硬搖滾表演。樂隊也被提名幾個 Kerrang！和MTV獎項。

### 格萊美獎
| 年份 | 獲提名       | 獎項               | 結果 |
| ---- | ------------ | ------------------ | ---- |
| 2002 | "Chop Suey!" | 最佳金屬樂隊表演   | 提名 |
| 2003 | "Aerials"    | 最佳硬搖滾樂隊表演 | 提名 |
| 2006 | "B.Y.O.B."   | 最佳硬搖滾樂隊表演 | 獲獎 |
| 2007 | "Lonely Day" | 最佳硬搖滾樂隊表演 | 提名 |

### 其他獎項
- 1997年，贏得Rock City Awards頒發的Best Signed Band Award
- 2005年，贏得MTV歐洲音樂大獎的年度最佳另類藝人
- 2006年，歌曲"Question!"贏得"MTV Good Woodie Award"
- 2006年，歌曲"Toxicity"成為"VH1 40首金屬歌曲"名單上的第14首